# 校長着任拒否闘争
校長着任拒否闘争（こうちょうちゃくにんきょひとうそう）とは、福岡県内の県立高等学校において、1968年（昭和43年）に日本教職員組合がおこなった校長の着任を拒否する労働争議。

## 概要
当時の福岡県の教育は、日本教職員組合（日教組）の西の横綱としての二教組、福岡県高等学校教職員組合(高教組)と福岡県教職員組合（県教組）の支配下にあり、革新県政の担い手として、その実力は東の横綱北海道教職員組合と並んで群を抜いていた。福岡県には二つの教育委員会があると言われるほど組合が力を持っていた。現場での力関係は組合が優勢であった。このような状況下、1967年（昭和42年）4月の福岡県知事選挙で、現職で日本社会党公認であった鵜崎多一が、自由民主党参議院議員から転じた新人の亀井光に敗れたことで、革新県政から保守県政に転換し変化が生じた。福岡県教育委員会は、10月26日の日教組全国一斉ストライキに参加した教頭らに反省書の提出をもとめ提出者を訓告、非提出者を訓戒処分にした。このことが組合と県教委の対立へとつながった。
1968年（昭和43年）4月1日、15人の校長人事が発令されたがその中の8人は反省書の提出者であったため組合推薦から除外された。その他県教委事務局出身4人も非推薦者として追加され、組合は12名の校長の着任拒否を全県下に指令した。組合関係支部、分会は指示どおり校長の入校を拒否したので5月に入って県教委は強行着任を命じ、ついに三校は警官隊を導入して着任した。しかし、着任はしたものの勤務できずに紛争は激化の一途をたどり、紛争解決には目途がたたない状況であった。7月13日、責任の所在を問うとして県教委は免職者21名を含む50名の大量処分を行う。9月の新学期より校長は登校できるようになったが、校長への「無言闘争」などが続いた。高教組は処分の解決として裁判闘争へ重点をうつし、最高裁まで21年間の争いとなる。

### 1968年4月着任拒否高等学校
- 福岡県立黒木高等学校校長：他校で教頭を務めていたが、1968年（昭和43年）3月31日、県教委から黒木高等学校校長に補するとの連絡をうけ、4月1日に教育委員会に出頭するように命じられ、辞令の交付を受けるため県教委教職員課に出頭したが、高教組・中西績介書記長が現れ抗議し、帰宅することになる。正式辞令は4月3日に自宅に郵送された。4月3日、前赴任高校で残務整理をしていた校長に対して高教組八女支部長が現れ着任拒否決議書を渡し、「絶対に受け入れない」と伝える。8日、入学式当日赴任しようとするが、約80名のピケ隊（ピケッティング）を率いた高教組八女支部との交渉は、校長を怒鳴りつけるなど紛糾し、校長は入学式には出席できなかった[3]。
- 福岡県立修猷館高等学校校長：8日の入学式当日はタクシーの中に身を伏せて中西書記長が指揮するピケ隊のピケライン突破し無事着任した。強力な同窓会、PTAなどの支援をうけ高教組を排除した。
- 福岡県立戸畑工業高等学校校長：8日入学式はピケ隊に阻止される。20日、事務局と連絡し午後3時に入校、ピケ隊に阻止されるが応酬し話し合いののち入校成功。
- 福岡県立水産高等学校：他校で教頭を務めていた校長が任命を受けたが、高教組福岡支部事務室に呼ばれて着任拒否決議書を手渡され、「ベトコン作戦でいくから」「普通科の高校から赴任しても水産高校の校長は務まらない」などと脅迫的言葉を浴びせられた。5日から9日は交渉で入学式には参加できなかった。19日県教委の着任命令をうけ、19日朝登校し、校長室にて給与支出命令などの案件について事務局長と決済をおこなっていた。そこへ高教組3名が訪れ、退去を要求された。事務処理は終了していたので、校長が帰宅しようとしたが、話し合いを求められて応じ、組合員40名と対座することになる。「今までよりつきもせずにこっそりやってくるとは何事か！校長の資格なし」「泥棒猫」など激しく糾弾され、捺印していた給与支出書を破棄させられた。24日午前中に登校したが門は閉められて20名の組合員が立ちはだかり、入校できなかった[4]。
- 北九州盲学校校長：2日、組合より校長辞退届を書くように求められた校長は、交渉に慣れておらずに、その後の受け入れ体制がよくなるのではと思い、辞退届を書いてしまい、5日には県教委からの辞令も組合へ渡してしまった。9日の入学式は校長辞退届を書いたのだからと登校を拒否される。15日朝、登校をしようとしたが、教頭ら40名のピケ隊から入校を拒否された。20日、24日も入校を試みるがピケ隊に阻止された[5]。
- 久留米聾学校
- 鞍手農業高等学校（現・福岡県立鞍手竜徳高等学校）
- 大川工業高等学校（現・福岡県立大川樟風高等学校）
- 福岡県立八幡高等学校
- 福岡県立宗像高等学校
- 大牟田商業高等学校（現・福岡県立ありあけ新世高等学校）
- 福岡県立福岡中央高等学校

### 5月県教委より強制着任命令
県教委は、県教委職員を付き添いにし、PTA、同窓会と密接に連携し校長の着任をはかるという方針を打ち出した。黒木高等学校では、5月2日正門には約40名のピケ隊が待機していたが、同窓会役員の誘導により校舎裏側より校舎へ進み、校長室へ入室する。体育館ではPTAの予算審議が行われており、校長着任の報告でPTAより拍手が起きる。高教組の校長自宅への抗議が予測されたので、校長は福岡市内の親類宅へ緊急避難した。3日二度目の強制着任を決行する。午前9時、学校玄関に到着するが、人影なし（私服刑事が徘徊していた）、入校しようとすると数名の職員が出てきて阻止、交渉を行うが打ち切り校長が事務室に入ったところ、組合員が充満しており校長室へ進めない。喧々囂々怒号、罵声が続き、事務局長が校長室のドアをあけ、入室に成功する。組合支部役員が急を聞き訪れ、交渉がはじまるが、「黒木町には住まわせない」などと校長に言う。8日に9名の校長の強制着任を決行。そのうち鞍手農業高等学校校長が学校正門前にスクラムを組んだ120名の組合員に取り囲まれ、PTAなどの手引きで入校をこころみたが、メガネをむしり取られ、胃のあたりを鉄拳で強打され車にのせられた。その後、吐血、血痣が背中にでき入院。また、北九州盲学校では県職員とともに午前8時半入校を試みるが高教組書記長ら50名の組合員がスクラムを組み待ち構えて、押し返された。翌日も県職員とともに校長が入校を試みたが80名のピケ隊によって阻止。「お前を校長と認めない。帰れ」「革命に犠牲はつきものだ」など罵声が浴びせられた。9日未着任高等学校は、水産高等学校、久留米聾学校、北九州盲学校、鞍手農業高等学校で、11日に鞍手農業高等学校以外の三校は警官隊を導入して着任をはかる。11日朝、水産高等学校では正門脇門を閉鎖する80名のピケ隊たちに対して、校長が泣きながらマイクを使って道をあけるように説得し、文書を掲げて退去を要求したが、「きさま」などの言葉が飛び、応じることはなかった。やむをえず、校長は事前警備を依頼していた宗像警察署に出動要請をおこなった。お昼過ぎに校長が校地周囲の柵の切れたところより校地内へ入り、その後警官隊のピケ隊排除が始まった。校長は警官に手を取られながら空を泳ぐように進み、この間校長室に通じる廊下に座り込んでいる50名の組合員に足や腹を蹴られながらも校長室に辿り着いた。しかし、生徒が「校長帰れ！警官帰れ！」などと叫んで騒ぎ始め、教員は誰一人止めようとせず黙ってみている状態で、校長は長く校長室にいることもできず20分間で警官隊に保護され下校した。11日、北九州盲学校では校長が県職員とともに入校を試みるが80から100名のピケ隊がスクラムを組んでいた。マイクを使い盲学校職員以外は外にでるように、校長室への道をあけるように通告し、次に警官出動要請の警告を出し、入校しようとしたが、ピケ隊に阻止された。土曜日であったため、生徒が帰宅した午後から警官出動要請をしようとしたが、他労組が応援に駆け付けるという情報が入り、零時すぎに警官出動要請をして約40名の機動隊に守られながら校地内に入った。

### 紛争解決のための調停・処分発表
6月、福岡県副知事と高教組を代表した日本社会党県会議員と話し合いをおこなうことになるが、組合の意見を尊重せよと譲らず、調停不成立。7月9日午前10時、登校を試みた大川工業高等学校校長が正門で組合員に止められ、正門右の同窓会館に連行され、60名の組合員に取り囲まれ校長辞任を求められた。帰宅を申し出ても帰宅させてもらえず、校長が監禁されているとの知らせをうけたPTA会長が来校し、校長を帰宅させるように交渉するが拒否された。最終的には午後10時まで帰宅できなかった。
7月13日、教育委員会より処分が発表された。地方公務員法三十三条信用失墜行為、三十五条の職務専念義務違反、三十七条公務員の争議行為禁止違反が適用され、第二十九条（懲戒）一項に該当するとされた。21名を懲戒免職、29名を停職処分にした。これに対して、福岡県県議会本会議で社会党県議は校長着任拒否事件の責任は県教委にある、教育長も解任し自ら責任をとるようにと攻撃し紛糾した。
日教組は大量処分を発令した県教委のやり方をファッショ的行為で許されないと非難した。8月、福岡県知事による解決のための斡旋が行われ、知事代理を命じられた副知事と社会党県議団が斡旋案について話し合いをおこなった。高教組は人事権は県教委にあるが、その実施にあたっては高教組の意見は誠意をもって考慮することなどの斡旋案を受諾した。9月2日の始業式に校長らは一斉に登校する。校門前のピケ隊などはないが、高教組は校長に対し「無言闘争」をするように指令を出していた。朝の朝礼で挨拶ができたのは、戸畑工業高等学校と福岡中央高等学校のみで、北九州盲学校と久留米聾学校は始業式にも出席できなかった。
高教組は処分問題に対して、
1. 県教委への処分撤回の具申書
2. 県人事委員会への処分撤回の要請書
3. 福岡地方裁判所への処分取り消しの判決の要請書

の3点の署名を校長へ強要した。また、行政処分取り消しを求める訴訟を県教委を被告として福岡地方裁判所に提訴した。10月8日には、日教組による一時間ストライキが指令され、長時間の交渉で倒れる校長も出た。実力行為を伴う闘争はその後、1986年（昭和61年）まで続くことになる。

### その後・エピソード
事件当時の高教組書記長である中西績介は、懲戒免職処分の後、1976年の第34回衆議院議員総選挙に旧福岡4区から日本社会党公認で立候補し当選。以降は9期にわたり衆議院議員を務めた。
その後、中西は1996年（平成8年）自社さ連立政権において第1次橋本内閣の国務大臣（総務庁長官）に就任したことで、衆議院予算委員会において、野党である新進党の石田勝之からこの闘争事件について追及されることとなる。
「昭和41年10月21日、半日ストを皮切りに、15回に及ぶストライキを指示、決行させ、文部省に対し闘争を激化させ、教師に対してストライキ参加確認書に署名を執拗に求め、このストライキに参加しない教師や組合脱会者を村八分にした、こういうふうに福岡県の教師の人たちは言っておりますが、これは間違いない事実ですか。」

「信頼関係があれば、ピケを張ってもいいし、校長が入ってくるのを要するに阻止してもいいし、あるいは教頭の机を表に出しちゃって、職員会議だといって教頭の言うことを聞かないで、それで、その教頭じゃない、勝手に組合員がつくった教頭の指示に従って、欠席届を出したり、いろんな事務連絡をやったり、そういうことが信頼関係があればそれで構わないというんですか。何でもいいということなんですか、信頼関係があれば。」

「長い間のあれじゃなくて、あなたが今までやってきたことは間違いだった、そうやって認められて謝罪されるんですか、それなら。どうなんですか。いや、国民にですよ。福岡県民にですよ。あなたのとった行動について認めるんであれば謝罪するんですね。」
などの石田の質疑に「現状を認めています。」「現状を認めているわけですから、これ以上のものはありません。」と繰り返している。